# Gasieren
Das Gasieren, Abflämmen oder Sengen ist ein industrielles Veredelungsverfahren zum Beseitigen der aus Garnen und Zwirnen und den daraus hergestellten Geweben, Maschenwaren und Filzen hervorstehenden Faserenden (Härchen). Eine besondere Rolle spielt dieses Trockenausrüstungsverfahren für textile Gebilde aus cellulosischen Spinnfasern, insbesondere Baumwolle, aber auch für solche aus Wolle und Synthesefasern bzw. Fasermischungen.  Da das Sengen von Garnen unwirtschaftlich ist, wird es meist  nur noch bei speziellen Garnen, wie z. B. Nähgarnen, vorgenommen.
Die zu bearbeitenden textile Gebilde werden zum Beispiel
mit glühenden Metallkörpern  in Berührung gebracht, durch nichtleuchtende Gasflammen (Bunsenbrennerprinzip) gezogen oder an hocherhitzten Keramikkörpern (indirektes Strahlensengen) vorbeigeführt.
Die Senggeschwindigkeiten betragen bis zu 250 m/min.
Durch diese Ausrüstung erhält das Produkt eine besonders glatte, feine und klare Optik, die Ware wirkt eleganter und griffiger. Zusätzlich wird die Neigung zum Anschmutzen, sowie bei Geweben aus Synthesefasern, speziell Polyesterfasern, die Pillingbildung reduziert. Der Arbeitsgang des Gasierens wird  bei Naturfasern, wie Baumwolle, meist vor, seltener nach dem Färben durchgeführt. Um eine Schädigung von Synthesefasergeweben zu vermeiden, benetzt man es vorher und sengt den feuchten Stoff.  Polyestergewebe und Mischgewebe mit mehr als 50 % Polyesteranteil  werden meist nach dem Färben gesengt, da sich Fasern an den Sengstellen wegen Schmelzknötchenbildung  dunkler anfärben würden.